# Chimaera obscura
Chimaera obscura är en broskfiskart som beskrevs av Didier, Last och White 2008. Chimaera obscura ingår i släktet Chimaera och familjen havsmusfiskar. Inga underarter finns listade i Catalogue of Life.
Arten förekommer i havet vid östra Australien. Den vistas i områden som ligger 450 till 1080 meter under havsytan. Exemplaren når en maximal längd av 95 cm respektive av 53 cm (endast bålen).
För beståndet är inga hot kända. Hela populationen anses vara stabil. IUCN kategoriserar arten globalt som livskraftig.